# Salvador Puig Antich
Salvador Puig Antich (uttal: [səlβə'ðo ˈpudʒ‿ənˈtik]), född 30 maj 1948 i Barcelona, död 2 mars 1974 i Barcelona, var en spansk (katalansk) anarkist. Han var medlem i Movimiento Ibérico de Liberación (MIL), som bekämpade Francos regim i början av 1970-talet. MIL förövade bland annat bankrån för att finansiera kampen mot Francos, vad man ansåg, repressiva regim.
Puig Antich greps den 25 september 1973 efter en skottväxling, vid vilken polismannen Francisco Anguas Barragán dog. Puig Antich dömdes den 7 januari 1974 till döden för mord. Trots högljudda internationella protester avrättades Salvador Puig Antich genom garrottering i Cárcel Modelo i Barcelona den 2 mars 1974.
Salvador Puig Antich var - tillsammans med Heinz Ches som avrättades samma dag, också för mord på en Guardia Civil-medlem - en av de sista två personerna att avrättas genom garrottering i Spanien.
År 2006 kom filmen Salvador (Puig Antich) med Daniel Brühl, som handlar om Salvador Puig Antichs sista tid i livet, från tillslaget som ledde till Barragans död fram till avrättningen.